# Приговор (телесериал)
«Пригово́р» (англ. Conviction) — американский телевизионный сериал, созданный Лиз Фридлендер и Лиз Фридман с Хейли Этвелл в главной роли, который вышел на ABC 3 октября 2016 года. В центре сюжета находится адвокат и дочь бывшего президента США, которая в результате шантажа вынуждена возглавить Conviction Integrity Unit в Нью-Йорке, подразделение, созданное с целью пересматривать случаи неправомерно осуждённых.
11 мая 2017 года ABC официально закрыл сериал после одного сезона.

## В ролях
- Хейли Этвелл в роли Хейс Моррисон
- Эдди Кахилл в роли Уэйна Уоллиса
- Шон Эшмор в роли Сэма Спенсера
- Меррин Данги в роли Максин Бартон
- Эмили Кинни в роли Тесс Ларсон
- Мэнни Монтана в роли Фрэнки Риоса
- Дэниел Францезе в роли Джексона Моррисона

## Производство

### Разработка
5 октября 2015 года, было объявлено, что ABC купил сценарий пилотного эпизода, написанный Лиз Фридлендер и Лиз Фридман. Марк Гордон и его The Mark Gordon Company совместно с Entertainment One являются продюсерами. 27 января 2016 года канал заказал съемки пилотного эпизода для сезона 2016-17 годов. Его режиссёром выступила Лиз Фридлендер, а съемки проходили в Торонто, Онтарио, Канада.
12 мая 2016 года канал утвердил пилот и дал зелёный свет на производство первого сезона.

### Кастинг
Кастинг на центральные роли начался в феврале 2016 года. 10 февраля было объявлено, что Хейли Этвелл будет исполнять ведущую роль в пилоте. На следующий день Шон Эшмор подписался играть роль помощника окружного прокурора. 12 февраля Эмили Кинни и Мэнни Монтана также присоединились к пилоту. 29 февраля Меррин Данги, сестра президента ABC Ченнинг Данги, подписалась играть роль ведущего следователя и бывшего полицейского. 7 марта Эдди Кахилл присоединился в основной мужской роли окружного прокурора. 9 марта Дэниэл Ди Томассо получил роль младшего брата героини Этвелл. В июле, однако, Ди Томассо покинул проект и был заменен Дэниелом Францезе.